# Serrat del Camp
El Serrat del Camp és una serra situada al municipi de Montferrer i Castellbò a la comarca de l'Alt Urgell, amb una elevació màxima de 981 metres.